# Euclymene tropica
Euclymene tropica är en ringmaskart som först beskrevs av Monro 1928.  Euclymene tropica ingår i släktet Euclymene och familjen Maldanidae. Inga underarter finns listade i Catalogue of Life.